# Arme mensen
 Arme mensen  (Russisch: Бедные люди) is de eerste roman van de Russische schrijver Fjodor Dostojevski uit 1846. Het is gegoten in de vorm van een briefroman

## Inhoud
De twee hoofdpersonen, Makàr Aleksejewitsj Dewoesjkin en WàrWara Aleksejewna Dobroselowa, zijn verre familieleden van elkaar. Ze wonen in Sint-Petersburg in een etagewoning met uitzicht op elkaars raam. Makar is het simpelst gehuisvest met een gedeeltelijk afgescheiden deel van de gemeenschappelijke keuken maar met een raam naar buiten. Aan dat venster is hij erg gehecht, want dat biedt uitzicht op Warwara. De twee bezoeken elkaar sporadisch maar schrijven elkaar bijna dagelijks over de gebeurtenissen in hun leven. De lezer ziet de twee langzaam in hun armoede afglijden naar mensonwaardige toestanden. Ze sturen elkaar over en weer geld, hoewel Makar  roebels stuurt en Warwara kopeken. 
Makar werkt als schrijver bij de overheid, Warwara probeert de kost te verdienen als thuisnaaister.
Juist als de problemen beide hoofdpersonen boven het hoofd groeien keert het tij maar slaat het noodlot toe. Makar maakt een tragische fout bij het overschrijven van een spoeddocument en moet voor ‘de excellentie’, zijn ambtelijke baas verschijnen. Deze ambtsdrager moet hem aanschouwen met kapotte laarzen en een aftands uniform, waarvan tijdens het gesprek een knoop afspringt. Hij geeft hem 100 roebel uit medelijden en daarmee zijn de grote financiële zorgen voor Makar meteen voorbij. Echter Warwara ziet geen uitweg meer om het huwelijksaanzoek van mijnheer Bykow niet te aanvaarden. Hij belooft haar bovendien terug te gaan naar het door Warwara geliefde platteland uit haar jeugd. Makar begrijpt dat de onmisbare correspondentie tussen hen tweeën hiermee voorgoed is beëindigd.

## Thematiek
De schrijver maakt door de briefwisseling de lezer getuige van de bittere armoede van de twee hoofdpersonen. Beneden een bepaalde armoedegrens ziet de maatschappij de arme mens niet meer staan en verliest het individu zijn of haar waardigheid. Het individu verdwijnt in het niets. De lezer intussen krijgt al lezend bijna de neiging bijna 2 eeuwen later alsnog de portemonnee te trekken.